# ایهاب کاظم
ایهاب کاظم (عربی: إيهاب كاظم مهاوش خليفاوي؛ زادهٔ ۱ ژوئیهٔ ۱۹۹۴) بازیکن فوتبال اهل عراق است.
وی همچنین در تیم‌های ملی فوتبال زیر ۲۰ سال عراق و عراق بازی کرده‌است.